# جوآنا استینگری
جوآنا استینگری (به انگلیسی: Joanna Stingray) (زاده ۳ ژوئیهٔ ۱۹۶۰) خواننده، بازیگر و تهیه‌کننده موسیقی آمریکایی است.